# Última dirección

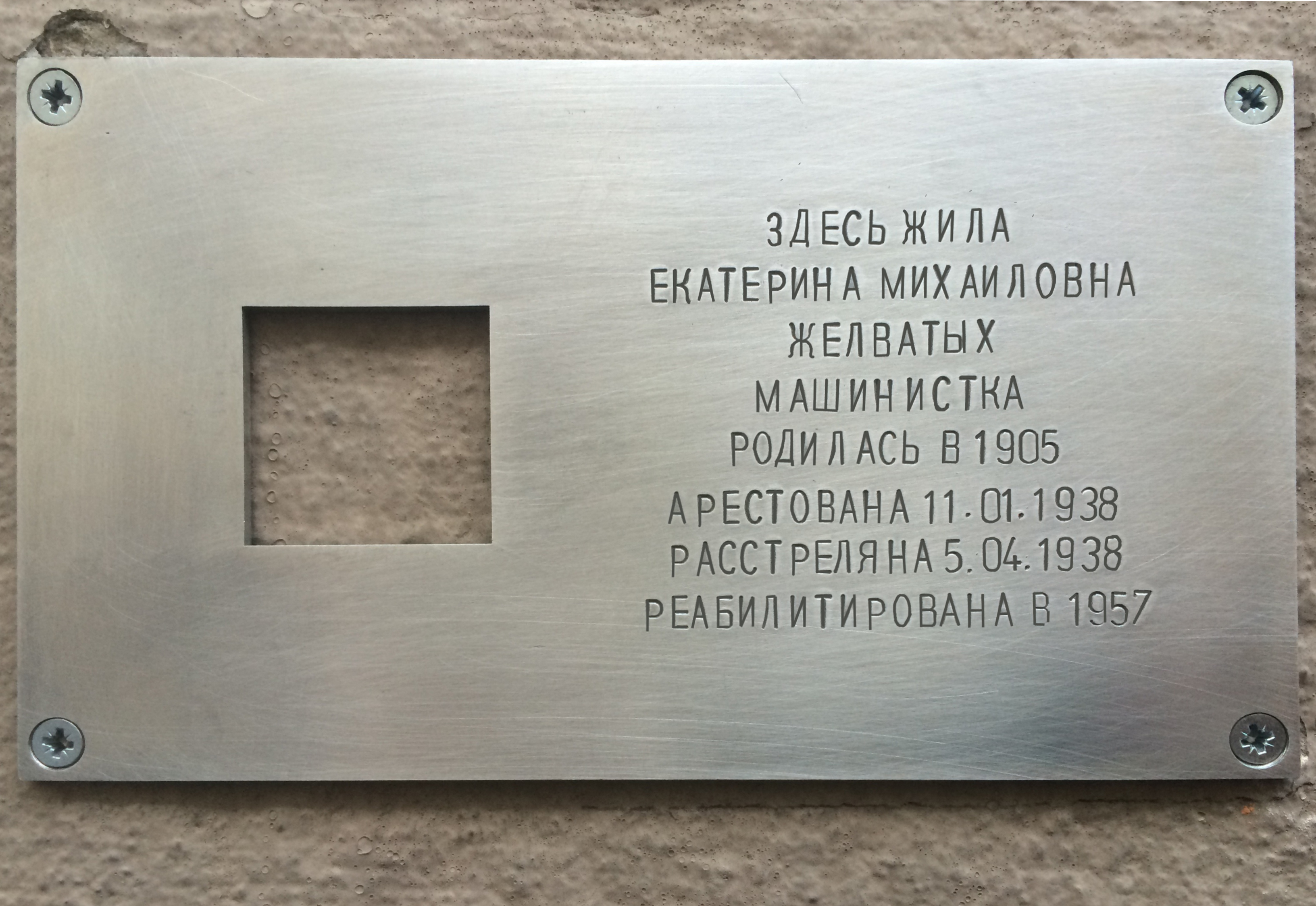

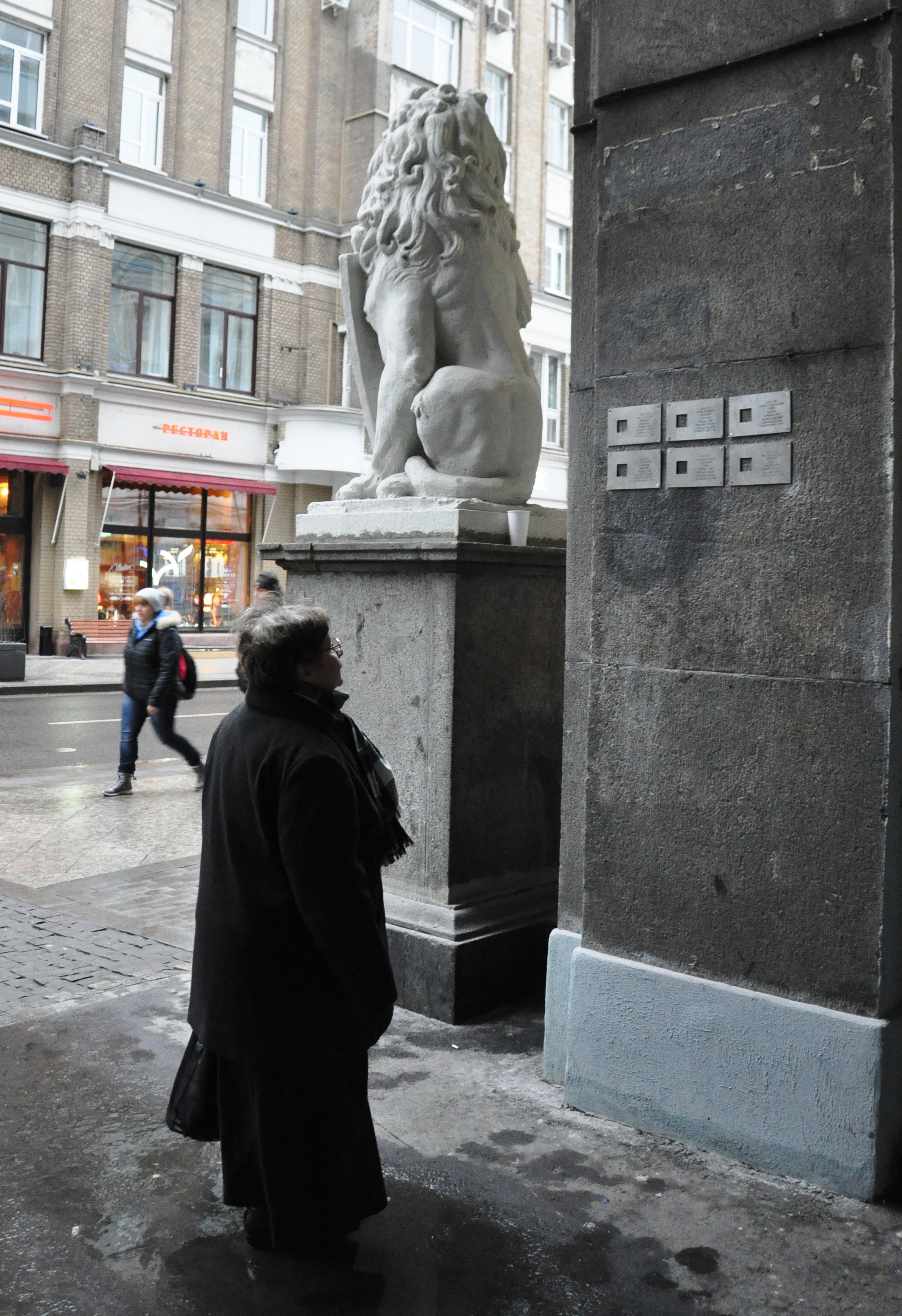

«Última dirección» (en ruso, «Последний адрес») es un proyecto conmemorativo público a gran escala diseñado para recordar la memoria de personas inocentes que murieron a consecuencia de las represiones políticas cometidas por las autoridades soviéticas. Su principio es «Un nombre, una vida, un signo». Como parte del proyecto, se instala un pequeño letrero conmemorativo minimalista de metal, del tamaño de la palma de la mano y de forma rectangular, en la casa que se convirtió en la última dirección vitalicia de la víctima de la arbitrariedad estatal. Lleva el nombre de la persona asesinada, su año de nacimiento, profesión, fechas de detención, muerte y año de rehabilitación. En el lado izquierdo de la placa hay un agujero cuadrado, que recuerda a una fotografía que faltaba en la tarjeta. La suma de muchos de estos memoriales personalizados forma una «red» de memoriales diseminados por distintas ciudades del mundo.
La «Última dirección» es una iniciativa y una práctica conmemorativa totalmente cívica. Su principio clave es que la iniciativa de instalar cada placa (así como su pago) parte de una persona concreta que quería honrar la memoria de otra persona concreta fallecida como consecuencia de la represión política. Puede tratarse de un familiar o un amigo íntimo de la víctima, o de un residente de la casa que se convirtió en el último domicilio de la víctima, o de cualquier otra persona que considerase importante para él o ella dar ese paso.
La principal fuente de información sobre víctimas de la represión política para el proyecto es la base de datos de varios millones de nombres recopilada por Memorial desde la década de 1990. «Última dirección» es la encarnación física de facto de esta lista virtual. Inspirado en un memorial alemán similar («Stolpersteine»), este proyecto se puso en marcha en 2014. Hasta 2023, se habían instalado más de un millar y medio de carteles conmemorativos en casas de decenas de ciudades. Desde 2017, el proyecto fue más allá de Rusia y se internacionalizó: sus señales empezaron a colocarse en la República Checa, Ucrania, Moldavia, Georgia, Alemania y Francia. Al mismo tiempo, los autores e investigadores señalan que el objetivo de «Última dirección» no es la instalación de millones de señales «en cada casa», sino la memoria y la reflexión que surgen como resultado de la iniciativa.